# Jucy Lucy

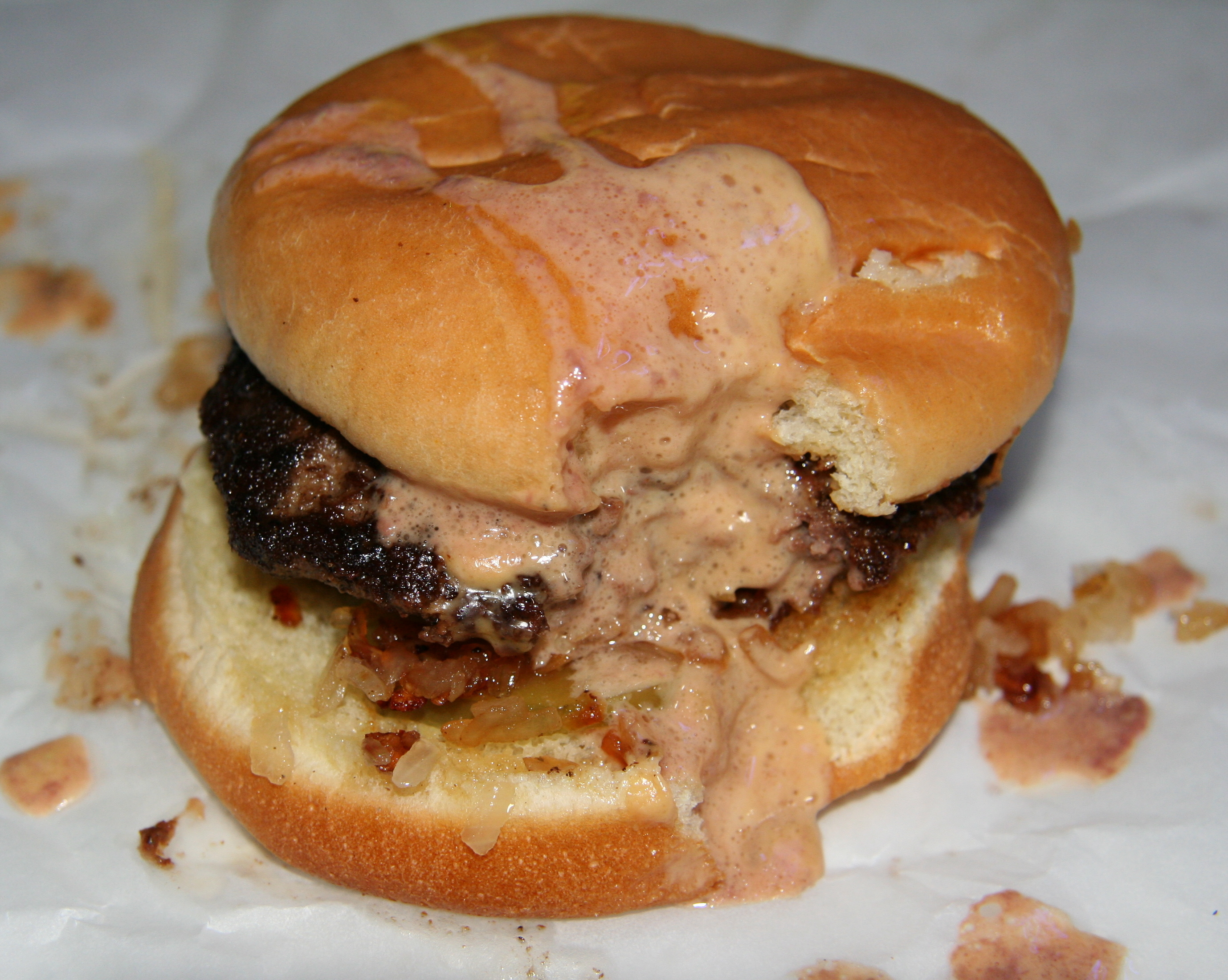
Una Jucy Lucy abierta mostrando su interior de queso fundido.

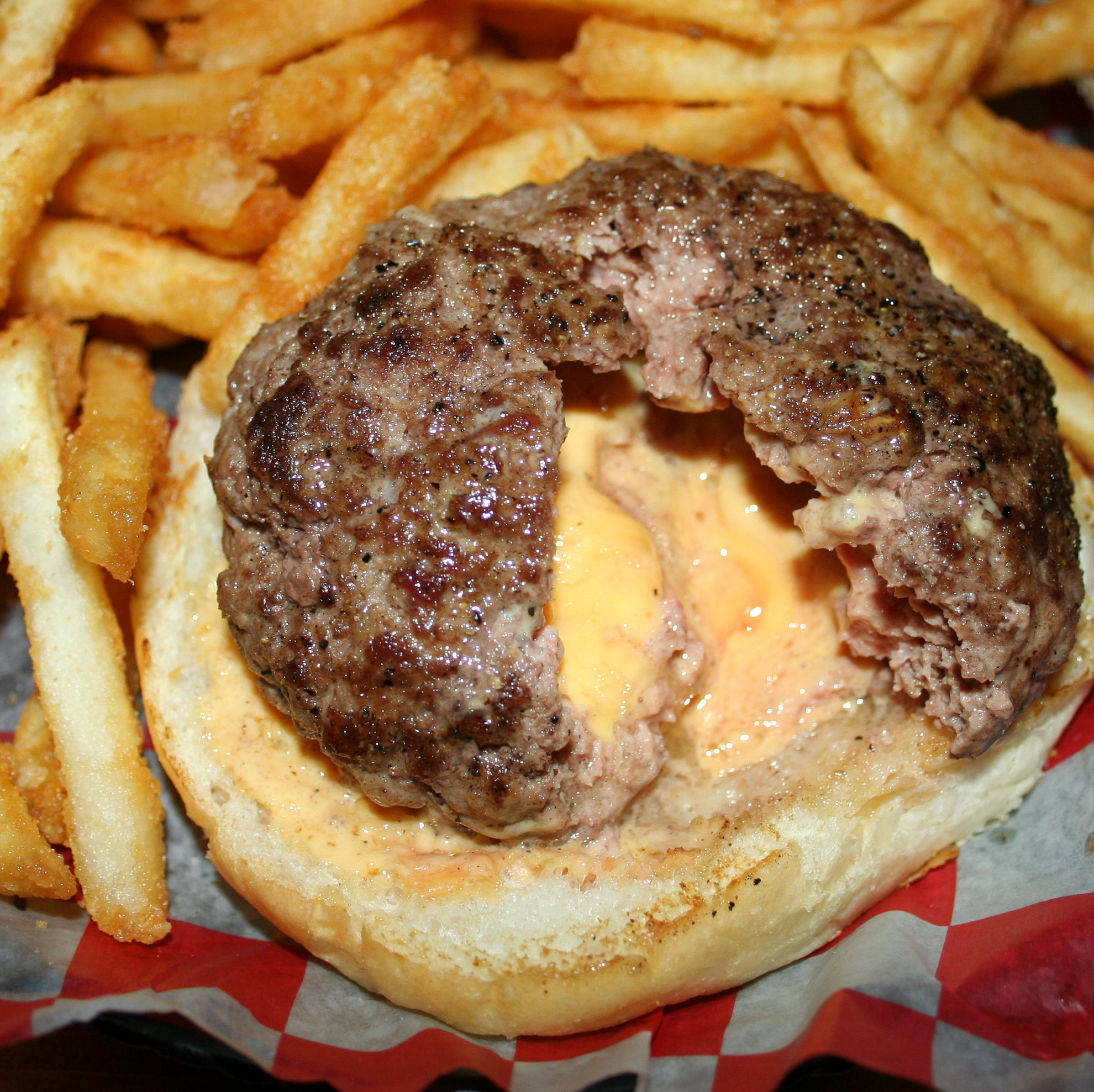
Una 'Lucy' mostrando su interior fundido.

La Jucy Lucy (del inglés: la jugosa lucía) se trata de un tipo de hamburguesa (en concreto de una Cheeseburger) que en lugar de tener una lonchas de queso en su exterior, la carne picada se ha elaborado de tal forma que contenga el queso en su interior. Se trata de una de las comídas típicas servidas en la mayoría de los restaurantes de comida rápida de Minneapolis. El Jucy Lucy se considera en el sur de Minneapolis más un tipo de cheesesteak.

## Historia
La Jucy Lucy fue aparentemente inventada en el Matt's Bar ubicado en el sur de Minneapolis, Minnesota. De todas formas su invención es un tema en disputa hoy en día. El 5-8 Club a poca distancia al sur del bar de Matt, reclama de igual forma la invención de este sandwich; este establecimiento emplea el término "Juicy Lucy" en sus menús. La pronunciación del plato según reclama el bar de Matt debe tener el acento de la zona, "si está escrito correctamente, usted está en el lugar equivocado", mientras que los empleados del 5-8 Club mencionan en sus camisetas "si esta bien escrito, entonces esta bien hecho" ("if it's spelled right, it's done right").

## Características
La Jucy Lucy es una especie de bola de carne picada con queso fundido en su interior. El queso fundido hace que la carne presente una textura más jugosa. Suele hacerse de tal forma que la carne retenga al queso en su interior al ser servida. Este fenómeno hace que a menudo se indique al consumidor que espere tras haberse servido, un rato antes de quemarse la lengua con la alta temperatura del queso fundido en su interior. Es por esta razón por la que es frecuente que se "abra" la hamburguesa antes y se deje enfriar antes de ser completamente ingerida. 
Se suele servir con dos panes al igual que las hamburguesas. En algunas ocasiones en papel de cera y sin ninguna cubertería. Es rara la ocasión en la que se añade cebolla o lechuga. No obstante el "Jucy Lucy" es reinterpretado en muchos bares de tal forma que pueden encontrarse numerosas variantes regionales.